# Claude Auvry
Claude Auvry (né à Paris vers 1606 et mort le 9 juillet 1687 à Paris)  fut évêque de Coutances de 1646 à 1658.

## Biographie
Claude Auvry est issu d'une famille de commerçants parisiens. Grâce à l'un de ses oncles il peut faire ses études à Rome où il se fait remarquer du pape Urbain VIII en lui dédiant ses thèses. Le souverain pontife le récompense en lui accordant le prieuré de Chastenay en Lorraine ainsi qu'un archidiaconé et une prébende dans la cathédrale de Toul. C'est ainsi qu'il entre en relation avec le cardinal de Richelieu qui l'envoie à 27 ans effectuer pour son compte une mission à la cour de Savoie à  Turin. À la mort de son protecteur il est également en faveur auprès de Mazarin dont il devient le camérier. En 1646 il obtient l'expectative de l'évêché de Saint-Flour mais à la suite d'un accord entre le cardinal et l'évêque Léonor Ier de Goyon de Matignon, il reçoit finalement l'évêché de Coutances et il est consacré à Pontoise par Dominique de Vic, archevêque d'Auch. À Coutances en 1650 il accueille le futur roi Charles II d'Angleterre alors réfugié en France. Pendant la Fronde, il reste fidèle à Mazarin mais doit quitter son diocèse pendant plusieurs mois entre 1649 et 1652. En 1655 François de Harlay, l'archevêque de Rouen, le suspend et le déclare irrégulier à l'occasion d'une ordination qu'il juge non conforme au droit canon. 
En butte à l'hostilité de son chapitre de chanoines en 1658 il permute son siège épiscopal avec Eustache Le Clerc de Lesseville contre les abbayes Saint-Crépin-en-Chaye de Soissons et Bouras, et une rente complémentaire de 12.000 livres. Il devient en outre trésorier de la Sainte-Chapelle de Paris mais il entre rapidement en conflit avec les chanoines.
Après la mort de son successeur on lui offre en 1666 de retrouver son siège de Coutances mais il décline la proposition. En juillet 1667 ses différents sur des questions de préséance avec les chanoines de la Sainte-Chapelle menés par le chantre Jacques Barrin s'exacerbent et ce conflit grotesque inspire à Nicolas Boileau son poème satyrique  Le Lutrin. Claude Auvry meurt à Paris le 9 juillet 1687 âgé de plus de 80 ans.